# Mets Sariar
Mets Sariar là một đô thị thuộc tỉnh Shirak, Armenia. Dân số ước tính năm 2011 là 396 người.